# Napi Történelmi Forrás
A Napi Történelmi Forrás a magyar és az egyetemes történelemmel foglalkozó tudományos weboldal. Az itt megjelenő írások a Magyar Tudományos Művek Tárában jegyzett tudományos munkának számítanak.

## Története
A Napi Történelmi Forrás nevű oldalt 2015-ben alapították a Terror Háza Múzeum egykori történészei. A szerzők nagy része korábban a múzeumot működtető közalapítvány alkalmazásában állt, közülük többen rendhagyó történelemórákat tartottak az intézményben. Az oldalon publikálók többsége történelemmel kapcsolatos doktori képzésben vett részt, többen önálló monográfiát is megjelentettek már.
A Napi Történelmi Forrás 2015. július 25-én jelent meg először, akkor még az Index.hu blogoldalán. Az első írásban az alapító szerkesztő, György Sándor a Szent István csatahajó elsüllyesztésével foglalkozott. Emellett 2016 októberétől, a másik két alapító, Balogh-Ebner Márton és dr. Kmety Tamás kezdeményezésére saját oldalt kezdtek el üzemeltetni ntf.hu címen. A blog.hu felületét 2017 márciusában hagyták el.
Ezt követően a 444.hu Történelem rovatában jelent meg heti három alkalommal 2017 márciusa és augusztusa között. 2017 szeptemberében visszatért az Index.hu felületére, immár nem blogként, hanem önálló tartalmakkal, amelyek az Index cikkei között jelennek meg. Az online megjelenés mellett a 2017. évi ünnepi könyvhétre a portál cikkeiből válogató önálló kötetet jelentettek meg a Gondolat Kiadóval közösen. Ebben a sorozatban három kötet látott napvilágot.
A Napi Történelmi Forrás együttműködési megállapodást kötött többek között a Magyar Műszaki és Közlekedési Múzeummal, és az Arcanummal is.
2018-ban a honlap szerkesztését és a szakmai hátteret biztosító Napi Történelmi Forrás Egyesület vezetését Kanyó Ferenc vette át Balogh-Ebner Mártontól.
A Napi Történelmi Forrás az első olyan általános történelmi oldal, amely a kronologikus rendből kiszakadva külön rovatot biztosított a cigányság történelmének.[forrás?]

## Állandó rovatai
- Ókor
- Középkor
- Kora újkor
- 20. század
- Cigányság
- Képes történelem

## Szerzői és szerkesztői[13]
- Balogh-Ebner Márton
- Bea Csaba
- Benei Bernadett
- Bern Andrea
- Bosák Balázs
- Csernyánszky Pál
- Dobrowiecki Péter
- Fóris Ákos
- György Sándor főszerkesztő-helyettes
- Hajnáczky Tamás
- Kalmár Miklós
- Kanyó Ferenc főszerkesztő
- Kiss-Kozslik Eszter
- Dr. Kmety Tamás
- Krajcsír Lukács
- Macher Péter
- Miklós Dániel főszerkesztő-helyettes
- Nyári Gábor
- Pál Zsombor
- Perényi Károly
- Rajkort Miklós
- Rapali Vivien
- Szegedy-Kloska Tamás
- Topor István
- Tóth Bálint
- Zrufkó Réka